# Áron Szilágyi
Áron Szilágyi (n. 14 ianuarie 1990, Budapesta, Ungaria) este un scrimer maghiar specializat pe sabie.
Szilágyi a fost laureat cu aur la Jocurile Olimpice de vară din 2012 de la Londra, după ce a trecut de italianul Diego Occhiuzzi. A câștigat o medalie de bronz la Campionatul Mondial de Scrimă din 2013 „acasă”, la Budapesta, fiind învins în semifinală de rusul Nikolai Kovaliov. Cu echipa Ungariei a fost campion mondial în anul 2007 și vicecampion european în anul 2013.

## Palmares
Clasamentul la Cupa Mondială
| An  | 2006 | 2007 | 2008 | 2009 | 2010 | 2011 | 2012 | 2013 | 2014 | 2015 |
| --- | ---- | ---- | ---- | ---- | ---- | ---- | ---- | ---- | ---- | ---- |
| Loc | 465  | 82   | 20   | 28   | 4    | 7    | 3    | 2    | 3    | 3    |

## Legături externe
- Materiale media legate de Áron Szilágyi la Wikimedia Commons
- en Áron Szilágyi la Olympedia.org
- Aron Szilagyi: Epic Sabre Compilation pe YouTube, o compilare de Sydney Sabre Centre